# Biathlon na Zimowych Igrzyskach Paraolimpijskich 2014 – 10 km kobiet – osoby niewidome
| Zimowe Igrzyska Paraolimpijskie 2014 10 kilometrów kobiet - osoby niewidome | Zimowe Igrzyska Paraolimpijskie 2014 10 kilometrów kobiet - osoby niewidome |
| --------------------------------------------------------------------------- | --------------------------------------------------------------------------- |
| Pierwsze miejsce                                                            | Michalina Łysowa                                                            |
| Drugie miejsce                                                              | Julia Budaliejewa                                                           |
| Trzecie miejsce                                                             | Oksana Szyszkowa                                                            |

Zawody biathlonowe na dystansie 10 kilometrów dla kobiet niewidomych odbyły się 11 marca o godz. 14:30 w Kompleksie narciarsko-biathlonowym „Łaura”.

## Finał
| Rk. | NR  | Zawodnik          | Kraj    | Czas realny | Praca | Rundy karne | Czas końcowy | Strata   |
| --- | --- | ----------------- | ------- | ----------- | ----- | ----------- | ------------ | -------- |
| 1.  | 144 | Michalina Łysowa  | Rosja   | 30:48,5     | 98%   | 2 (0+1+0+1) | 30:11,5      | -        |
| 2.  | 143 | Julia Budaliejewa | Rosja   | 31:16,4     | 98%   | 1 (1+0+0+0) | 30:38,9      | +27,9    |
| 3.  | 142 | Oksana Szyszkowa  | Ukraina | 35:44,3     | 98%   | 4 (1+2+0+1) | 35:01,4      | +4:55,8  |
| 4.  | 141 | Olga Pryłucka     | Ukraina | 44:01,6     | 100%  | 6 (0+2+2+2) | 44:01,6      | +13:50,1 |